# Manuel Cusí Ferret
Manuel Cusí i Ferret (Villanueva y Geltrú, 1857 - Barcelona, 1919) fue un pintor y retratista español. Recibió premios como la medalla de la Exposición Universal de Barcelona de 1888, e hizo exposiciones relevantes entre 1880 y 1891, en especial en la Sala Parés y la Casa Vidal de Barcelona.

## Biografía
Un estudio de Isabel Coll para una muestra antológica del artista en el Museo Víctor Balaguer, en 1999, puso luz sobre su biografía. Cusí nació en Villanueva y Geltrú el 25 de diciembre de 1857 y fue bautizado al cabo de dos días en la parroquia de San Antonio Abad. Murió en Barcelona el 27 de marzo de 1919.

## Trayectoria
Como muchos de los artistas de su generación, su formación se inicia en la Escuela de la Lonja para más tarde ir a París. Con veinte años aproximadamente, entra al taller de Léon Bonnat, uno de los pintores más reconocidos de la capital francesa.
El 1880 expone a Sala Parés de Barcelona, junto al escultor Font y del pintor Santiago Rusiñol. Presenta un bodegón, una de sus temáticas preferidas, a pesar de que el género por el que será reconocido fuera el retrato. Recibe influencias de su estancia parisiense pero también de autores catalanes como Ramón Martí Alsina. Entre los años 1881-1882 empieza a interesarse por el realismo. Durante estos años encuentra el reconocimiento profesional en su pueblo natal, realizando diversidad de encargos. También participó en las principales manifestaciones artísticas que tenían lugar en Barcelona, donde exponía permanentemente en la Casa Vidal y Sala Parés.
Hasta los últimos años de su vida, interpretó figuras femeninas en escenas interiores íntimas, lo que les permitía presentarlas con poca ropa, resaltando así el atractivo del modelo. Seguía participando en Sala Rovira y la Sala Parés, así como en diferentes exposiciones oficiales (Barcelona, Madrid y Bruselas).
Formó parte de la Sociedad Artística y Literaria de Cataluña fundada por Modesto Urgell, Luis Graner y Enrique Galwey y de la Peña del Lavadero (1902-1914), formada en torno a la Sala Parés y en la que también participaban Modesto Urgell, Luis Graner, Enrique Galwey y Josep Maria Tamburini, entre otros artistas.

## Temática

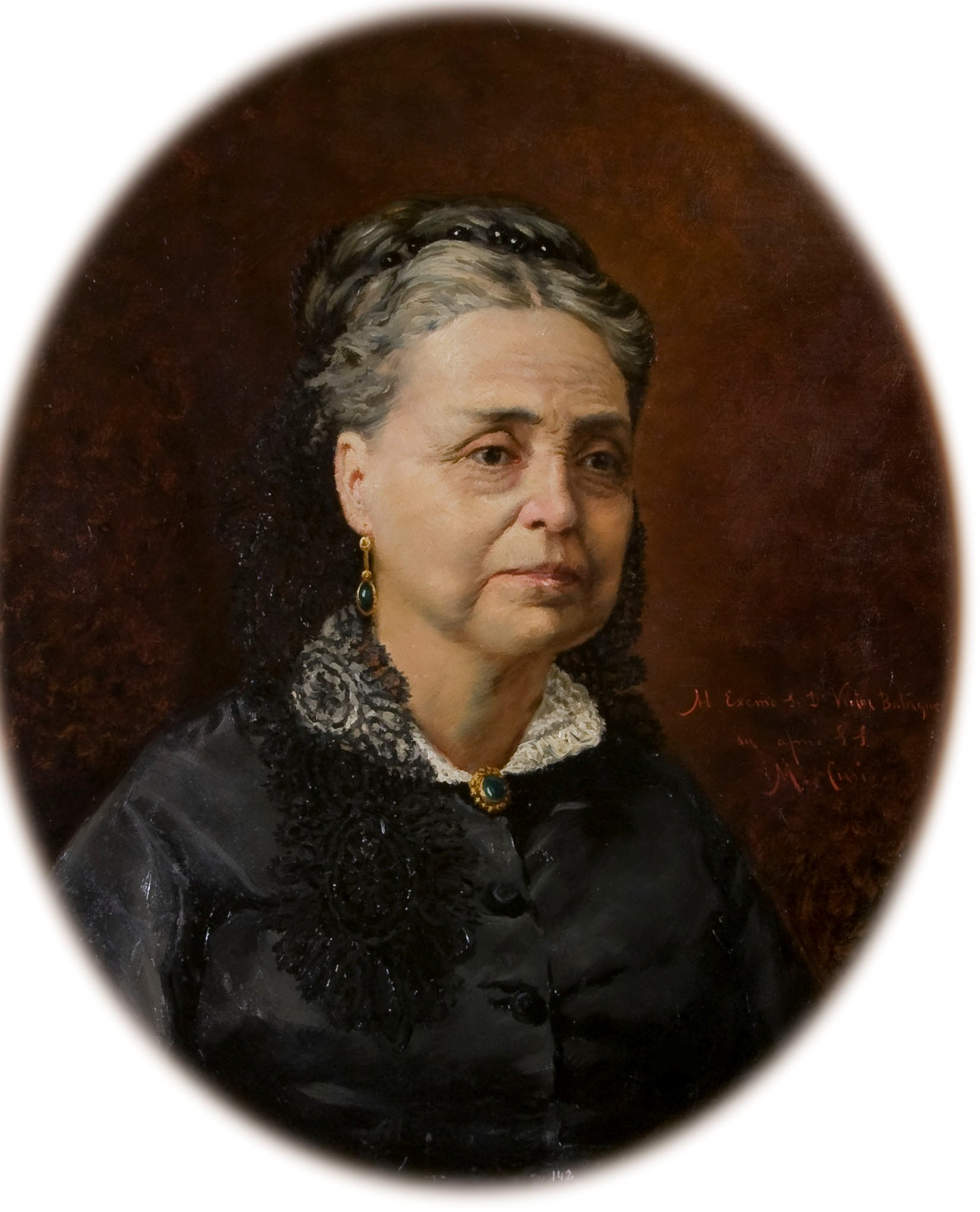
Retrato de busto de la poetisa Mª. Josepa Massanés, conservado en el Museo Víctor Balaguer.

- Retratos: Su especialidad. Entre los retratos oficiales hay que destacar el de Alfonso XIII, encargado en 1897 por la Diputación Provincial de Barcelona y que actualmente se encuentra en el Museo Nacional de Arte de Cataluña; o el retrato de Juan Mañé Flaquer, destinado a la Galería de Catalanes Ilustres del Ayuntamiento de Barcelona y actualmente en la Real Academia de Buenas Letras de Barcelona. Retrataba también por encargo a personajes adinerados, como el retrato de Josepa Massanés, que se conserva en el Museo Víctor Balaguer y que regaló el mismo artista al museo, a pesar de que se trataba de un encargo.
- Temática española: En 1885 se inició en la temática de carácter español, representando figuras exclusivamente femeninas. Esta época llegó hasta el año 1892.
- Escenas galantes: Composiciones donde el objetivo es captar la belleza buscando aquello que puede gustar o cautivar.
- Escenas intimistas: Escenas con personajes armoniosamente equilibrados, en ambientes reales, con el fin de enseñarnos un medio de vivir, una costumbre o una sensación del alma.